# Оспедале Дестра Секија (Мантова)
Оспедале Дестра Секија је насеље у Италији у округу Мантова, региону Ломбардија.
Према процени из 2011. у насељу је живело 2 становника. Насеље се налази на надморској висини од 12 м.